# Programmations du Summer Sonic Festival
 (signalé en juin 2025).
Si vous disposez d'ouvrages ou d'articles de référence ou si vous connaissez des sites web de qualité traitant du thème abordé ici, merci de compléter l'article en donnant les références utiles à sa vérifiabilité et en les liant à la section « Notes et références ».
- Archive Wikiwix
- Bing
- Cairn
- DuckDuckGo
- E. Universalis
- Gallica
- Google
- G. Books
- G. News
- G. Scholar
- Persée
- Qwant
- (zh) Baidu
- (ru) Yandex
- (wd) trouver des œuvres sur Wikidata

 (novembre 2023).

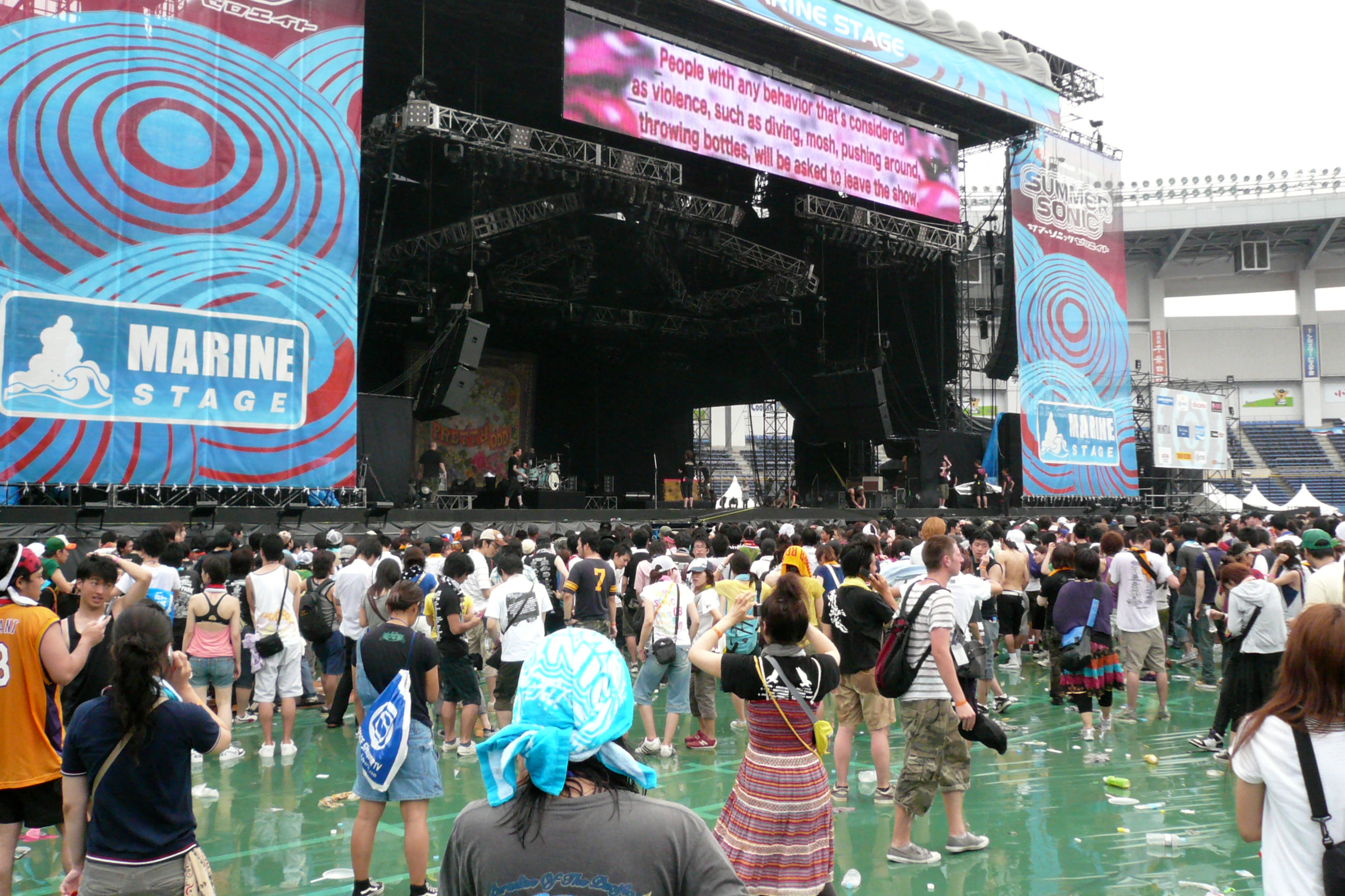
La scène « Marine » du Summer Sonic Festival en 2008.

Le Summer Sonic Festival (サマーソニック, Samā Sonikku) est un festival de musique organisé annuellement un week-end d'août simultanément à Chiba et à Osaka, au Japon. 

## Programmations
La programmation contient de nombreux musiciens de rock japonais de maisons de disques indépendants, et aussi des groupes internationaux.

### 2000
- 311
- At the Drive-In
- Ben Folds Five
- Coldplay
- Dragon Ash
- Eastern Youth
- Oblivion Dust
- Eels
- Glow
- Grandaddy
- Green Day
- G-Shock Winner
- James Brown
- Mansun
- Muse
- Quruli
- Reef
- SBK
- Sigur Rós
- Snail Ramp
- Snug
- Supercar
- Tahiti 80
- Teenage Fanclub
- The Bluetones
- The Flaming Lips
- Jon Spencer Blues Explosion
- The Living End
- The Mad Capsule Markets
- Triceratops
- Ween
- Weezer

### 2001
- …And You Will Know Us by the Trail of Dead
- Air
- Beck
- Bilal Oliver
- Cibo Matto
- Cosmic Rough Riders
- Eels
- Elbow
- Gloss
- Incubus
- Jet Black Crayon
- King Adora
- Love Psychedelico
- Marilyn Manson
- Matthew Sweet
- Mercury Rev
- MxPx
- My Vitriol
- Ocean Colour Scene
- Primal Scream
- Rancid
- Reel Big Fish
- Rize
- Russell Simins
- Seo Tai-ji
- Shea Seger
- Skrape
- Slipknot
- Soulwax
- Tahiti 80
- The Cult
- The Living End
- The Mad Capsule Markets
- The Moldy Peaches
- Zebrahead

### 2002
- Shaka Labbits loves 175R
- A
- Andrew W.K.
- Aya
- B-Dash
- Cave In
- Cult of Personality
- Disturbed
- Dragon Ash
- Fake?
- GagagaSP
- Guns N' Roses
- HY
- Hanoi Rocks
- Haven
- Hitomitoi
- Hoobastank
- Mach 25
- Millionaire
- Mongol800
- Morrissey
- Murderdolls
- Múm
- NANANINE
- NOFX
- No Doubt
- Ozma
- Pleymo
- Puffy
- Quarashi
- Raging Speedhorn
- Relish
- Rise From The Dead
- Rival Schools
- Siouxsie and the Banshees
- Ska Ska Club
- Soft Ballet
- Suede
- The Avalanches
- The Flaming Lips
- The Icarus Line
- The Libertines
- The Offspring
- The Reindeer Section
- The Skylarks
- The Streets
- The Wildhearts
- Vex Red
- Weezer
- Wrench

### 2003
- AFI
- Air
- Alkaline Trio
- Army of Freshmen
- Asian Kung-Fu Generation
- B@by Soul
- Blink-182
- Blondie
- Blur
- Buck-Tick
- Cheap Trick
- The Datsuns
- Devo
- DMBQ
- The Doors
- Elephant Kashimashi
- GO!GO!7188
- Good Charlotte
- The Greenhornes
- Heesey with Dudes
- Hermann H. and the Pacemakers
- The High-Lows
- Hot Hot Heat
- HY
- InMe
- Interpol
- Jet-Ki
- Jon Spencer Blues Explosion
- Kick the Can Crew
- The Kills
- Kings of Leon
- The Living End
- Mando Diao
- The Mars Volta
- Mew
- My Morning Jacket
- New Found Glory
- Orange Range
- Original Love
- The Polyphonic Spree
- Polysics
- Puddle of Mudd
- Radiohead
- Rapture
- Razorlight
- The Rocket Summer
- Rooney
- Sons of All Pussys
- Soul'd Out
- Starsailor
- The Star Spangles
- The Strokes
- Stereophonics
- Sugarcult
- Sum 41
- Syrup16g
- Thmlues
- Tokyo Ska Paradise Orchestra
- Travis
- YKZ
- Zebrahead

### 2004
- Beastie Boys
- 10-Feet
- The All-American Rejects
- Amen
- Avril Lavigne
- Beat Crusaders
- Blackmail
- Bloc Party
- Boom Boom Satellites
- Borialis
- Brides of Destruction
- Dirty Americans
- Erskin
- Fountains of Wayne
- Green Day
- Hoobastank
- Hope of The Saints
- Ima Robot
- Jude
- Junior Senior
- Jurassic 5
- Kasabian
- Kōshi Inaba
- Lee Scratch Perry
- Living Things
- Locofrank
- Lordz of Brooklyn
- Lostprophets
- MC5/d.k.t.
- Mad Professor
- Mando Diao
- Midtown
- My Chemical Romance
- N.E.R.D
- Nas
- Oceanlane
- Orange Range
- Peaches
- Pennywise
- Phantom Planet
- Razorlight
- Rhymester
- Secret Machines
- Silvertide
- Sketch Show
- Smorgas
- Sum 41
- TMG
- The Bronx
- The Cribs
- Damned
- The Darkness (annulé)
- The Dead 60s
- The Faint
- The Go-Go's
- The Hives
- The Mad Capsule Markets
- The Music
- The Ordinary Boys
- The Veils
- Tommy Heavenly 6
- Whyte Seeds
- Zebrahead

### 2005
- Afra & Incredible Beatbox Band
- AI
- Alexisonfire
- Asian Kung-Fu Generation
- Attach Haus
- Be Your Own Pet
- Beat Crusaders
- Billy Talent
- Bloc Party
- Blue-Eyed Son
- BOY
- Buckcherry
- Bullet for My Valentine
- Caesars
- Citizen Cope
- DJ Akakabe
- Death Cab for Cutie
- Deep Purple
- Def Tech
- Detroit7
- Doping Panda
- Duck Rock
- Duran Duran
- Echo and the Bunnymen
- Eighteen Visions
- Ellegarden
- Fightstar
- Fire Ball with Jungle Roots Band
- Flipsyde
- Freenote
- Great Adventure
- HIM
- HAL
- Halfby
- Her Space Holiday
- Home Made
- I-DEP
- Ian Brown
- InMe
- Interpol
- Johnny Panic
- K-Switch
- Kasabian
- Kelson & Caravan
- Little Barrie
- Louis XIV
- M.I.A.
- Me First and the Gimme Gimmes
- Mew
- Mo'Some Tonebenders
- Natsumen
- Nine Inch Nails
- No Warning
- Oasis
- Orange Pekoe
- Orange Range
- Polysics
- Public Enemy
- Puffy AmiYumi
- Q-Tip
- RIZE
- Radwimps
- Rammstein (annulé)
- Ramrider
- Rhymester
- Rip Slyme
- Roddy Frame
- Rooster
- Ryukyudisko
- Sakerock
- Shin Nishimura
- Slightly Stoopid
- Slipknot
- Steph Pockets
- Straightener
- Sugiramn
- TV on the Radio
- Teenage Fanclub
- Arcade Fire
- The Black Crowes
- The Departure
- The La's
- The Little Flames
- The Mad Capsule Markets
- The Micteeth
- The Ordinary Boys
- The Others
- The Phanky Okstra
- The Rakes
- The Roots
- The Special Beat
- The Subways
- The Tears
- Tommy Guerrero
- Towers of London
- Tuff Session
- Weezer
- Yellowcard
- Zazen Boys

### 2006
- 10 Years
- 65daysofstatic
- AFI
- Amusement Parks on Fire
- Avenged Sevenfold
- Blindspott
- DJ Shadow
- Daft Punk
- Daniel Powter
- Deftones
- Editors
- El Presidente
- Ellegarden
- Fall Out Boy
- Fort Minor
- Hawthorne Heights
- Hoobastank
- Linkin Park
- Lostprophets
- Massive Attack
- Matisyahu
- Metallica
- Muse
- My Chemical Romance
- Phoenix
- Polysics
- Puffy AmiYumi
- Scritti Politti
- She Wants Revenge
- Stone Sour
- Taking Back Sunday
- The All-American Rejects
- The Cardigans
- The Cat Empire
- The Charlatans
- The Feeling
- The Flaming Lips
- The Kooks
- The Polyphonic Spree
- The Rapture
- Tool
- We Are Scientists
- Whirlwind Heat
- Zebrahead

### 2007
- 120 Days
- Arctic Monkeys
- Avenged Sevenfold
- Avril Lavigne
- B'z
- Bloc Party
- Blue King Brown
- Bonde do Rolê
- Cansei de Ser Sexy
- Cobra Starship
- Cornelius
- Cyndi Lauper
- Digitalism
- Dinosaur Jr.
- Does It Offend You, Yeah?
- Ellegarden
- Enter Shikari
- Fall Out Boy
- Goo Goo Dolls
- Gwen Stefani
- Gym Class Heroes
- Hadouken!
- Hinder
- Interpol
- José González
- Kasabian
- Klaxons
- LCD Soundsystem
- Locksley
- MSTRKRFT
- Madina Lake
- Manic Street Preachers
- Maxïmo Park
- Modest Mouse
- MxPx
- OK Go
- Pet Shop Boys
- Remioromen
- Sean Lennon
- Sugar Ray
- Sum 41
- The Academy Is...
- Black Eyed Peas
- The Enemy
- The Fratellis
- The Horrors
- The Long Blondes
- The Offspring
- The Pipettes
- The Polyphonic Spree
- The Sunshine Underground
- The Twang
- The Young Punx
- Thirty Seconds to Mars
- Tilly and the Wall
- Travis
- UNKLE
- Vitalic

### 2008
- 311
- Adele
- Against Me!
- Alicia Keys
- Band of Horses
- Becca
- Bedouin Soundclash
- Blood Red Shoes
- Boom Boom Satellites
- Café Tacvba
- Cajun Dance Party
- Coldplay
- Crystal Castles
- Death Cab for Cutie
- Devo
- Fatboy Slim
- Friendly Fires
- Hadouken!
- Hot Chip
- Joe Lean and the Jing Jang Jong
- Junkie XL
- Justice
- Late of the Pier
- Los Campesinos!
- Lostprophets
- MAJESTYS
- MGMT
- Maximum the Hormone
- Mutemath
- Nell
- New Found Glory
- New Young Pony Club
- OneRepublic
- Panic! at the Disco
- Paolo Nutini
- Paul Weller
- Pendulum
- Perfume
- Radwimps
- Sex Pistols
- Silversun Pickups
- Skindred
- South Central
- Spiritualized
- Super Furry Animals
- The Academy Is...
- The Fratellis
- The Hoosiers
- The Jesus and Mary Chain
- The Kills
- The Kooks
- The Living End
- The Metros
- The Prodigy
- The Subways
- The Ting Tings
- The Troubadours
- The Verve
- The Wombats
- These New Puritans
- Tokyo Police Club
- Trivium
- VAMPS
- Vampire Weekend
- Xavier Rudd
- Yelle
- Zebrahead

### 2009
- 65daysofstatic
- Acidman
- Scott Murphy
- Aloha from Hell
- Aphex Twin
- B'z
- Beat Crusaders
- Beyoncé
- Birdy Nam Nam
- Boom Boom Satellites
- Boys Like Girls
- Bring Me the Horizon
- CSS
- Cancer Bats
- Cavalera Conspiracy
- Coldrain
- Datarock
- Delphic
- Dragon Ash
- Elephant Kashimashi
- Elvis Costello
- Enter Shikari
- Five Finger Death Punch
- Ghostland Observatory
- Gogol Bordello
- Golden Silvers
- Grizzly Bear
- Hollywood Undead
- Hoobastank
- Iglu & Hartly
- In Case of Fire
- Jack Peñate
- Jenny Lewis
- Joan Jett and The Blackhearts
- Kasabian
- Katy Perry
- Keane
- Kid Sister
- Klaxons
- Kylee
- Kyte
- Lady Gaga
- Lenka
- Limp Bizkit
- Linkin Park
- Little Boots
- Mando Diao
- Marié Digby
- Masayoshi Furukawa
- Mastodon
- Matisyahu
- Mercury Rev
- Metronomy
- Mew
- Mogwai
- Mutemath
- My Chemical Romance
- N.A.S.A.
- Ne-Yo
- Never Shout Never
- Nine Inch Nails
- OreSkaBand
- Paolo Nutini
- Paramore
- Patrick Watson
- Phoenix
- Placebo
- Razorlight
- Red Light Company
- Ling Tosite Sigure
- Saosin
- School of Seven Bells
- Solange Knowles
- Sonic Youth
- Soulwax
- Tahiti 80
- Tame Impala
- Teenage Fanclub
- The All-American Rejects
- The Big Pink
- The Enemy
- The Flaming Lips
- The Hiatus
- The Horrors
- The Qemists
- The Specials
- The Temper Trap
- The Ting Tings
- The Vaselines
- The Veronicas
- Tom Tom Club
- Tricky
- Unicorn
- V V Brown
- War
- Yuksek

### 2010
- 'te
- 3OH!3
- A Tribe Called Quest
- a-ha
- AA=
- Ai Kago Jazz -The First Door-
- All Time Low
- Androp
- Atari Teenage Riot
- Band of Horses
- Band of Skulls
- Beat Crusaders
- Biffy Clyro
- Big Bang
- Big Mama
- Bigelf
- Black Rebel Motorcycle Club
- Blood Red Shoes
- Broadway Calls
- Brodinski
- Calvin Harris
- Clammbon
- Coheed and Cambria
- Darwin Deez
- Deadmau5 (annulé)
- Die Antwoord
- Dream Theater
- ET-King
- Eels
- Eikichi Yazawa
- Elliot Minor
- Eve
- Everlast
- Everything Everything
- F.T. Island
- Fact
- Fanfarlo
- Fireball with Home Grown
- Free Energy
- Freebass
- Funky Monkey Babys
- General Fiasco
- Gildas
- Girls
- Hilcrhyme
- Hole
- Hudson Mohawke
- Jasmine
- Jason Derulo
- Jay'ed
- Jay-Z
- Jónsi
- K'Naan
- K-os
- Keri Hilson
- Kreva
- Kylee
- Lecca
- Low IQ 01 & Masterlow
- Michael Monroe
- Monkey Majik
- My Passion
- Nada Surf
- Nas
- Nickelback
- Northern19
- One Ok Rock
- Orianthi
- Passion Pit
- Pavement
- Pedro Winter
- Pixies
- Richard Ashcroft
- Rock'A'Trench
- Sakanaction
- Shinsei Kamattechan
- Slash
- Steve Aoki
- Steve Appleton
- Stevie Wonder
- Sum 41
- Surfer Blood
- Surkin
- Tahiti 80
- Tamurapan (annulé)
- Taylor Swift
- The Courteeners
- The Devil Wears Prada
- The Drums
- The Hiatus
- The Maccabees
- The Offspring
- the pillows
- The Smashing Pumpkins
- The Young Punx
- Thirty Seconds to Mars
- Totalfat
- Uffie
- Yes Giantess

### 2011
- Andymori
- Arrested Development
- Avril Lavigne
- Beady Eye
- Beta Wolf
- Black Mountain
- Black New-new
- BoA
- Bootsy Collins and The Funk U Band
- Bow Wow Wow
- Breakbot
- Brother
- Busy Pictionary
- Cage the Elephant
- Carte Blanche
- Cerebral Ballzy
- Champagne
- Clementine
- Crossfaith
- Death from Above 1979
- Deerhunter
- Def Tech
- Esben and the Witch
- Fact
- Feadz
- Fear, and Loathing in Las Vegas
- Friendly Fires
- Galaxy Express
- Gush
- Gypsy & The Cat
- Hollywood Undead
- House of Pain
- Idiotape
- James Blunt
- Johnny Saito
- Kaela Kimura
- KoRn
- Little Barrie
- Maximum the Hormone
- Metronomy
- Miles Kane
- Mona
- Mucc
- Muma & Third Party
- Mutemath
- Negoto
- Neon Trees
- NICO Touches the Walls
- OFWGKTA
- One Draft
- One Night Only
- One Ok Rock
- OverTheDogs
- Oz
- Panic! at the Disco
- Pay Money to My Pain
- Perdel
- Perfume
- P.i.L.
- Puro Instinct
- Queen Sea Big Shark
- Red Hot Chili Peppers
- Rip Slyme
- Rival Sons
- SebastiAn
- Sharks
- Shibusa Shirazu Orchestra
- Smith Westerns
- Suede
- Taro Kobayashi
- The Bawdies
- The Downtown Fiction
- The GazettE
- The Ghost Spardac
- The Horrors
- Jon Spencer Blues Explosion
- The Love Ningen
- The Mars Volta
- The Mirraz
- The Morning Benders
- The Pop Group
- The Pretty Reckless
- The Strokes
- The Telephones
- The Ting Tings
- These New Puritans
- Tinie Tempah
- Totalfat
- Tribes
- Two Door Cinema Club
- Village People
- Village People
- Wreckin Squadd
- X Japan
- Yanokami
- Yelle
- Zebrahead
- Ziggy Marley

### 2012
- Adam Lambert
- Alexandra Stan
- Anna Tsuchiya
- Azealia Banks
- Begin
- Calvin Harris
- Cast
- Coldrain
- Crystal Castles
- Death Cab for Cutie
- Fact
- Foster the People
- Franz Ferdinand
- Garbage
- Gotye
- Green Day
- Gym Class Heroes
- Hoobastank
- Hyro Da Hero
- Jamiroquai
- Jun Sky Walkers
- Kesha
- Kyary Pamyu Pamyu
- Lecca
- Lostprophets
- Mao Abe
- Mayday
- Miliyah Katō
- Momoiro Clover Z
- Nelly Furtado
- New Order
- One Ok Rock
- Passion Pit
- Pay Money to My Pain
- Perfume
- Pitbull
- Rihanna
- Sigur Rós
- Tavito Nanao
- Tears for Fears
- The Cardigans
- The Vaccines
- Kazuya Yoshii
- Totalfat
- Vintage Trouble

### 2013
- Alt-J
- Bastille
- Beady Eye
- Big Mama
- Bullet for My Valentine
- CN Blue
- Capital Cities
- Carly Rae Jepsen
- Cheap Trick
- Coldrain
- Cyndi Lauper
- Earth, Wind and Fire
- F.T. Island
- Fall Out Boy
- FIDLAR
- Hot Chelle Rae
- Hunter Valentine
- Imagine Dragons
- Jagwar Ma
- Jake Bugg
- John Legend
- Johnny Marr
- Knock Out Monkey
- Kodaline
- Linkin Park
- Living Colour
- M.I.A.
- Man with a Mission
- Maximum the Hormone
- Metallica
- Mew
- Mr. Children
- Muse
- Nas
- One Ok Rock
- Palma Violets
- Peace
- Pet Shop Boys
- Scott & Rivers
- Stereophonics
- TOTALFAT
- The Church
- The Hiatus
- the pillows
- The Royal Concept
- The Smashing Pumpkins
- Two Door Cinema Club
- Volbeat
- Willy Moon
- Zebrahead

### 2014
- A Great Big World
- Arctic Monkeys
- Avenged Sevenfold
- Avril Lavigne
- Azealia Banks
- Babymetal
- Banks
- Ben Watt with Bernard Butler
- Charli XCX
- Childhood
- Cibo Matto
- Circa Waves
- Coldrain
- Dreams Come True
- Ellie Goulding
- Fear, and Loathing in Las Vegas
- Ghost
- Jamaica
- Kaela Kimura
- Kraftwerk 3-D
- Krewella
- Kyary Pamyu Pamyu
- Little Mix
- Mayday
- Megadeth
- Metronomy
- Phoenix
- Pixies
- Queen + Adam Lambert
- Reignwolf
- Richie Sambora
- Robert Glasper Experiment
- Robert Plant
- Sekai no Owari
- Sky Ferreira
- Suicidal Tendencies
- Superfly
- Telegram
- The 1975
- The Bawdies
- The Bots
- The Horrors
- The Orwells
- Timeflies
- Twenty One Pilots
- Vintage Trouble
- White Lies

### 2015
- Best Coast
- All Time Low
- Androp
- Ariana Grande
- Ayumikurikamaki
- Babymetal
- Best Coast
- Bleachers
- Carly Rae Jepsen
- Cast
- Char
- Circa Waves
- Clean Bandit
- Cody Simpson
- D'Angelo and the Vanguard
- Dats
- Dinosaur Pile-Up
- Echosmith
- Exile Shokichi
- Generations from Exile Tribe
- Golden Bomber
- Imagine Dragons
- Jon Spencer Blues Explosion
- Kana-Boon
- Kazuyoshi Saito
- Keytalk
- Kodaline
- Kyary Pamyu Pamyu
- Macklemore et Ryan Lewis
- Madeon
- Magic!
- Man with a Mission
- Manic Street Preachers
- Marilyn Manson
- Marmozets
- Mew
- Modestep
- Monoeyes
- My First Story
- Naoto Inti Raymi
- Nico & Vinz
- Nothing But Thieves
- Olly Murs
- Palma Violets
- Passion Pit
- Pharrell Williams
- Radwimps
- Sheppard
- Slaves
- Smallpools
- Tempura Kidz
- The Chemical Brothers
- The Prodigy
- The Script
- Walk the Moon
- Wolf Alice
- Zedd

### 2016
- The 1975
- Acid Black Cherry
- Aldious
- Alesso
- Alexandros
- Andy Black
- At the Drive-In
- Babymetal
- Billy Talent
- Blossoms
- Bullet for My Valentine
- Cashmere Cat
- Charlie Puth
- Coldrain
- Digitalism
- Elle King
- Fergie
- Flo Rida
- Gen Hoshino
- Gesu no Kiwami Otome
- Gotch
- Haruhi
- The Jacksons
- James Bay
- Joy Opposites
- King
- Little Glee Monster
- Mark Ronson
- Mayer Hawthorne
- Metafive
- MISIA
- MØ
- NOISEMAKER
- Nothing But Thieves
- The Offspring
- Panic! at the Disco
- Pentatonix
- POP ETC
- PVRIS
- R5
- Radiohead
- Rat Boy
- Run River North
- Sakanaction
- Shadows
- Suede
- The Struts
- Sunflower Bean
- Tonight Alive
- The Trio Project feat. Anthony Jackson & Simon Phillips
- Two Door Cinema Club
- Underworld
- Weezer
- Wednesday Campanella
- The Yellow Monkey

### 2017
| Août 19 (Chiba)/Août 20 (Osaka) | Août 19 (Osaka)/Août 20 (Chiba) | Août 26 (Shanghai)/Août 27 (Shanghai) |
| --- | --- | --- |
| Marine Stage (Chiba)/Ocean Stage (Osaka) - Calvin Harris - Black Eyed Peas - 5 Seconds of Summer - Uverworld - Charli XCX - Tsuyoshi Domoto - José James - Hey Violet - Pikotaro                                                                                                | Ocean Stage (Osaka)/Marine Stage (Chiba) - Foo Fighters - Babymetal - Man with a Mission - Maximum the Hormone (Osaka uniquement) - Royal Blood - All Time Low - Inaba/Salas - Circa Waves - The Struts                                             | Marine Stage - Luna Sea - Travis - The Fratellis - The Kooks - Inaba/Salas - Hua Chenyu - Dirty Loops - Wagakki Band - Zhu Jingxi - Stafford Brothers - G.F.E.T. - Yoja - Liang Bo   |
| Mountain Stage - Kasabian (Chiba uniquement) - Liam Gallagher (Osaka uniquement) - Phoenix - Suchmos (Chiba uniquement) - Elephant Kashimashi - Zara Larsson - Dua Lipa - Communions - Gesu no Kiwami Otome (Osaka uniquement) - High Tyde - Sundara Karma - Lenny Code Fiction | Mountain Stage - Axwell and Ingrosso - Kesha - Monsta X - G-Eazy - Daya - Rick Astley - Jasmine Thompson - Little Glee Monster | Bravo Stage - Sum 41 - Chang Chen-yue - Tez Cadey - Nothing But Thieves - 831 - MC HotDog - Band-Maid - Tetsuya Komuro - SWAY - Ko Chih Tang - →Pia-no-jaC← - Aldious - Alexis Kings |
| Sonic Stage - Justice - Above and Beyond - Blood Orange - Yasutaka Nakata & Kyary Pamyu Pamyu - Denki Groove (Osaka uniquement) - Kungs - Declan McKenna - LANY | Sonic Stage - Sum 41 - Good Charlotte - Pennywise - New Found Glory - Fear, and Loathing in Las Vegas - BLUE ENCOUNT - Granrodeo (Osaka uniquement) - Totalfat (Chiba uniquement) - Nothing's Carved in Stone (Osaka uniquement) - SWMRS - PassCode | Garden Stage - GG MAGREE - Marlo - Rokon Time - David Gravell - Lady Bee - Ben Gold - Alissa - KhoMha - Mena - Ruben De Ronde - Eva - SVGV - Reatmo                                  |

### 2018
- Frederic